# Fenouillet-du-Razès
Fenouillet-du-Razès é uma comuna francesa na região administrativa de Occitânia, no departamento de Aude. Estende-se por uma área de 7,22 km². Em 2010 a comuna tinha 81 habitantes (densidade: 11,2 hab./km²).